# Takilma, Oregon
Takilma, Oregon (енгл. Takilma) насељено је место без административног статуса у америчкој савезној држави Орегон.

## Демографија
По попису из 2010. године број становника је 378.
| Група             | 2000.    | 2010.       |
| Белци             | 0 (0,0%) | 342 (90,5%) |
| Афроамериканци    | 0 (0,0%) | 6 (1,6%)    |
| Азијати           | 0 (0,0%) | 2 (0,5%)    |
| Хиспаноамериканци | 0 (0,0%) | 2 (0,5%)    |
| Укупно            | 0        | 378         |